# 메드베지예고르스크

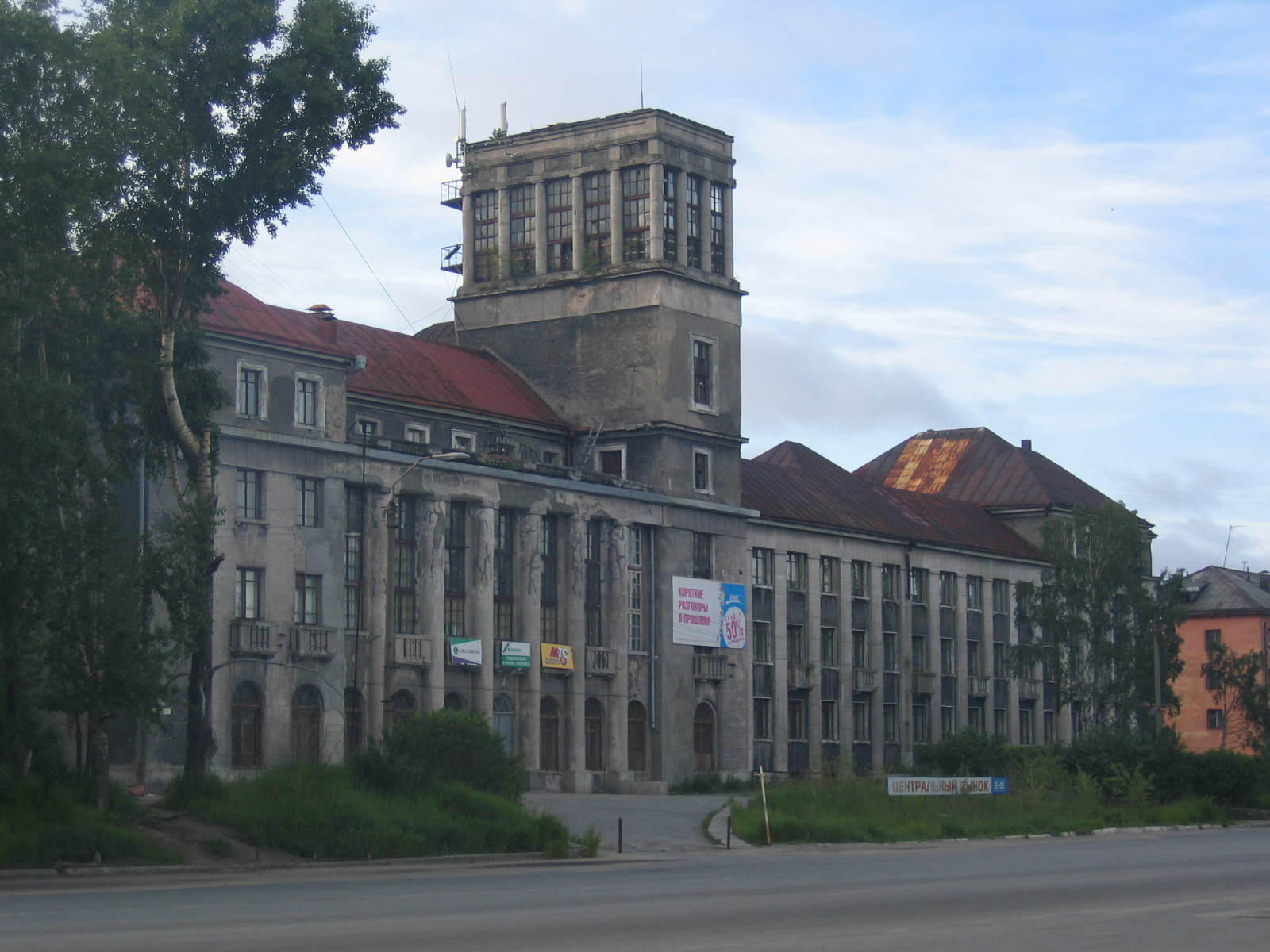
운화 관리국 청사

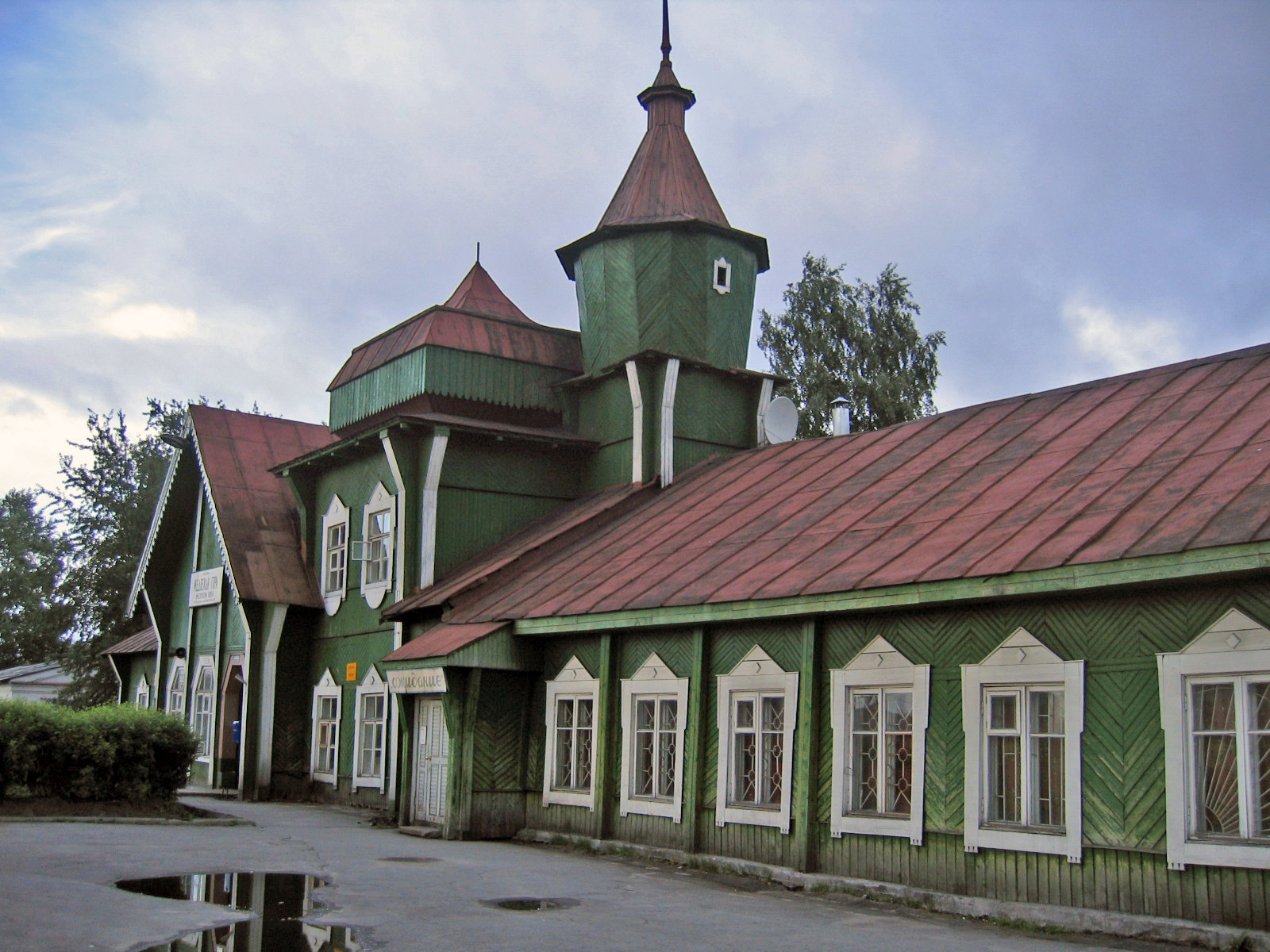
철도역

메드베지예고르스크(러시아어: Медвежьего́рск, 카렐어: Karhumägi, 핀란드어: Karhumäki)는 러시아 카렐리야 공화국에 위치한 도시로, 인구는 17,283명(2002년 기준)이다.
17세기부터 마을이 형성되었지만 1916년까지 마을로 인정되지 않았고 메드베지야고라(러시아어로 "곰의 산"이라는 뜻)라는 이름으로 부르기도 했다. 1938년 지금과 같은 이름으로 변경되었으며 겨울 전쟁 중이던 1941년부터 1944년까지 핀란드군에 점령된 적이 있었다. 북쪽으로는 백해, 오네가 만과 접하며 백해-발트 해 수로가 이 곳을 지나간다.